# 西室覚
西室 覚（にしむろ さとる、1932年（昭和7年）9月21日 - 2016年（平成28年）10月21日）は、日本の政治家。山梨県大月市長（3期）。

## 来歴
山梨県北都留郡広里村（のち大月町、現・大月市）出身。1951年、山梨県立谷村工業高等学校（現・山梨県立都留興譲館高等学校）卒。1966年、三共コンクリート工業を設立し、社長に就任する。1971年、大月市議会議員に初当選し、1981年に議長を務める。1995年、大月市長に当選。3期務める。2007年に市長を退任。2008年、旭日中綬章受章。2016年に死去。叙従四位。